# Joanny
Jean-Bernard Brissebarre dit Joanny est un acteur français né le 2 juillet 1775 à Dijon et mort le 6 janvier 1849 à Paris.

## Biographie
Après un engagement sans suite en 1807 à la Comédie-Française, Joanny joue de 1819 à 1825 au Théâtre de l'Odéon, puis de 1825 à 1841 à la Comédie Française, dont il devient sociétaire en 1828.
Il a tenu un Journal manuscrit, conservé à la Bibliothèque de l'Arsenal.
Il est inhumé au cimetière du Père-Lachaise (division 16).

## Théâtre

### Hors Comédie-Française
- 1819 : Les Vêpres siciliennes de Casimir Delavigne, théâtre de l'Odéon : Jean de Procida
- 1821 : Frédégonde et Brunehaut de Népomucène Lemercier, théâtre de l'Odéon : Chilpéric
- 1821 : Le Paria de Casimir Delavigne, théâtre de l'Odéon : Idamore
- 1822 : Saül d'Alexandre Soumet, théâtre de l'Odéon : Saül

### Carrière à laComédie-Française
Engagement sans suite 1807
Entrée en 1819
Nommé 247e sociétaire en 1828
Départ en 1841
- 1826 : Fiesque de Jacques-François Ancelot : Verrina
- 1826 : Le Siège de Paris de Charles-Victor Prévost d'Arlincourt
- 1826 : Andromaque de Jean Racine : Oreste
- 1826 : Bajazet de Jean Racine : Acomat
- 1826 : Marcel de Michel-Nicolas Balisson de Rougemont : Marcel
- 1827 : Louis XI à Péronne de Jean-Marie Mély-Janin : Chabannes
- 1827 : Julien dans les Gaules d'Étienne de Jouy : Léonar
- 1827 : Virginie d'Alexandre Guiraud : Virginius
- 1827 : Le Proscrit ou les Guelfes et les Gibelins d'Antoine-Vincent Arnault : Doria
- 1827 : Blanche d'Aquitaine de Hippolyte Bis : Charles
- 1828 : Le Dernier jour de Tibère de Lucien Arnault : Macron
- 1828 : L'École de la jeunesse ou le Sage de vingt ans de Victor Draparnaud : Dormili
- 1828 : Walstein de Pierre-Chaumont Liadières : Walsteil
- 1828 : Athalie de Jean Racine : Mathan
- 1829 : Isabelle de Bavière d'Étienne-Léon de Lamothe-Langon : Charles VI
- 1829 : Henri III et sa cour d'Alexandre Dumas : duc de Guise
- 1829 : Athalie de Jean Racine : Abner
- 1829 : Pertinax ou les Prétoriens d'Antoine-Vincent Arnault : Loetus
- 1829 : Christine de Suède de Louis Brault : Sentinelli
- 1829 : Le Czar Démétrius de Léon Halévy : Wassili
- 1829 : Othello ou le Maure de Venise d'Alfred de Vigny d'après William Shakespeare : Othello
- 1830 : Clovis de Népomucène Lemercier : Clovis
- 1830 : Gustave Adolphe ou la Bataille de Lutzen de Lucien Arnault : Gustave Adolphe
- 1830 : Hernani de Victor Hugo : Don Ruy Gomez
- 1830 : Françoise de Rimini de Gustave Drouineau : Bertold
- 1830 : Lucius Junius Brutus de François Andrieux : Brutus
- 1830 : Don Carlos de Talabot : Philippe II
- 1831 : Jacques Clément ou le Bachelier et le théologien de Jean-Baptiste-Rose-Bonaventure Violet d'Épagny : Chevenot
- 1831 : La Reine d'Espagne de Henri de Latouche : le chambellan
- 1831 : Law d'Édouard Mennechet : Kervegan
- 1832 : Louis XI de Casimir Delavigne : Coitier
- 1832 : Les Vêpres siciliennes de Casimir Delavigne : Procida
- 1832 : Le roi s'amuse de Victor Hugo : Saint-Vallier
- 1833 : Les Enfants d'Édouard de Casimir Delavigne : Tyrrell
- 1835 : Chatterton d'Alfred de Vigny : le quaker
- 1835 : Richelieu ou la Journée des dupes de Népomucène Lemercier : d'Epernon
- 1835 : Jacques II d'Émile-Louis Vanderburch : le duc d'York
- 1835 : Eugénie de Beaumarchais : Hartley
- 1837 : Le Chef- d'œuvre inconnu de Charles Lafont : Maître Michel
- 1838 : Le Camp des croisés d'Adolphe Dumas : Godefroy de Bouillon
- 1838 : Britannicus de Jean Racine : Burrhus
- 1838 : L'Impromptu de Versailles de Molière : un nécessaire
- 1838 : Athalie de Jean Racine : Joad
- 1838 : Louise de Lignerolles de Prosper-Parfait Dinaux et Ernest Legouvé : Lagrange
- 1838 : Mithridate de Jean Racine : Mithridate
- 1839 : Laurent de Médicis de Léon Bertrand : Scoroncoulo
- 1840 : Cosima ou la Haine dans l'amour de George Sand et Eugène Giraud : le chanoine